# Hypatopa phoebe
Hypatopa phoebe  (лат.) — вид мелких молевидных бабочек рода Hypatopa из семейства сумрачные моли (Blastobasidae, Gelechioidea). Эндемик Коста-Рики (Центральная Америка). Длина передних крыльев от 7,5 до 8,4 мм. Окраска передних крыльев палево-коричневая с примесью коричневых чешуек; скапус усика и хоботок серовато-коричневые; задние крылья палево-коричневые. Обладает сходством с видом Hypatopa semela, отличаясь от него деталями строения гениталий. Вид был впервые описан в 2013 году американским лепидоптерологом Дэвидом Адамски (David Adamski, Department of Entomology, Национальный музей естественной истории, Смитсоновский институт, Вашингтон). Название вида происходит от латинского слова Phoebe (мифологическая богиня Луны и бабушка Аполлона).